# Петровице Велке
Петро̀вице Вѐлке (на полски: Pietrowice Wielkie; на немски: Groß Peterwitz) е село в Южна Полша, Силезко войводство, Рачибожки окръг. Административен център на община Петровице Велке. Според Полската статистическа служба към 31 декември 2009 г. селото има 2258 жители.

## Местоположение
Разположено е на река Пшина, край републикански път , железопътна линия 177 и 194 на около 88 km югозападно от войводския център Катовице.

## Забележителности
В Регистъра за недвижимите паметници на Националния институт за наследството е вписана:
- Църква „Светия кръст“ от XVII в.

## Култура
За повече от триста години е тук култивирана традиция за конно шествие във втория ден на Великден. Домакини с красиво декорирани коне се събират на площада пред църквата „Свети Вит, Модест Андлауер, Мария Кресценция Хьос“. Камбани обявяват началото на шествието. Участва също свещеникът в църковни одежди. Хора носят фигурата на Исус и Кръст препасан червена лента. Шествие под звуците на оркестъра отива на 4 километра към дървена църква. След литургия свещеникът благославя културите. Организира се също парад на коне. За участниците са приготвени закуски. После започва Конни великденски фестин, където има състезания за скачане, обездка на коня и каскадьорска езда. фестивал завършва с танци.